# Atar (mitologia)
Atar – w mitologii irańskiej syn Ahury Mazdy, jeden z jazatów, Ogień.
Po utracie chwały (chwareny) przez Dżemszyda walczył o nią z Ażi (synem Arymana), jednak żaden z nich jej nie zdobył. O zabicie Atara oskarżył Garszaspa Ahura Mazda nie wpuszczając go do nieba.
Kult świętego ognia (Atara) odgrywa zasadniczą rolę w zaratusztrianizmie.